# Contea di Boseong
La contea di Boseong (Boseong-gun; 보성군; 寶城郡) è una delle suddivisioni della provincia sudcoreana del Sud Jeolla.